# Lasse Svan Hansen
Lasse Svan Hansen (Stevns, 31 de agosto de 1983) é um handebolista profissional dinamarquês, campeão olímpico.

## Carreira
Svan Hansen fez parte do elenco medalha de ouro nos Jogos Olímpicos Rio 2016.